# اربابان اعماق
اربابان اعماق یا ارباب اعماق دریا (به انگلیسی: Lords of the Deep) فیلمی محصول سال ۱۹۸۹ و به کارگردانی مری آن فیشر است. در این فیلم بازیگرانی همچون برادفورد دیلمن، پریسیلا بارنز، داریل هانی، ریچارد یونگ و راجر کورمن ایفای نقش کرده‌اند.